# Adriene K. Veninger
Adriene K. Veninger (* 1958, Bratislava) je kanadská fotografka a umělkyně československého původu.

## Životopis
Narodila se v Bratislavě v tehdejším Československu. Veninger je známá především svými fotografickými pracemi, charakteristické pro autorku jsou především černobílá aranžovaná zátiší.
Její dílo je zahrnuto ve sbírkách Kanadské národní galerie  a Muzea umění v Houstonu.